# Clã Honma
O clã Honma (本間氏, Honma-shi) foi um clã do Japão que governou a província de Sado entre os séculos XII e XVI.
Honma Yoshihisa foi designado shugodai de Sado em 1185. O clã estabeleceu sua sede em Sawata.
O clã originou dois ramos, os Hamochi-Honma e os Kawaharada-Honma. Esses dois ramos acabaram prevalecendo sobre o clã principal e entraram em conflito entre si. Uesugi Kenshin, senhor da província de Echigo na época, fomentou os conflitos entre os Hamochi-Honma e os Kawaharada-Honma. Sua morte causou novas ondas de hostilidades entre os dois ramos, mas Uesugi Kagekatsu invadiu Sado em 1589, colocando um fim no poder do clã.